# Mieczysław Jarosiński
Mieczysław Jarosiński (ur. 25 sierpnia 1908 w Łaskarzewie, zm. 18 września 1939 w Śladowie) – oficer Wojska Polskiego, działacz sportowy, ofiara niemieckiej zbrodni wojennej.

## Życiorys

### Przebieg służby wojskowej
Po ukończeniu gimnazjum był w latach 1926–1927 słuchaczem Szkoły Podchorążych Piechoty w Komorowie koło Ostrowi Mazowieckiej. Odbył tam przeszkolenie unitarne. W 1927 r. założył w Łaskarzewie Klub Sportowy (w tym roku wyłoniona z miejscowej młodzieży drużyna piłkarzy rozegrała pierwszy mecz z drużyną Sobolewa, przegrany 1:2). Jarosiński troszczył się o wygląd zawodników, ich ubiór i wyposażenie. Był organizatorem wielu imprez sportowych w swojej rodzinnej miejscowości.
W latach 1927–1930 był słuchaczem Szkoły Podchorążych Inżynierii w Warszawie. 15 sierpnia 1929 r. został promowany na stopień podporucznika służby stałej saperów. W 1930 r. przydzielono go do 1 batalionu saperów w Modlinie na stanowisko dowódcy plutonu. Do stopnia porucznika awansowany 1 stycznia 1932 r. Od października 1938 do czerwca 1939 r. był słuchaczem Wyższej Szkoły Inżynierii w Warszawie. 19 marca 1939 r. został awansowany do stopnia kapitana służby stałej saperów. Od czerwca 1939 r. odbywał praktyki w 2 batalionie saperów w Puławach, potem został przeniesiony do sztabu Dowódcy Okręgu Korpusu nr VIII w Toruniu. Przed wybuchem wojny objął stanowisko dowódcy 26 batalionu saperów w 26 Dywizji Piechoty.  

### Kampania wrześniowa i śmierć
26 Dywizja Piechoty, dowodzona przez płk. Adama Brzechwę-Ajdukiewicza od samego początku działań wojennych toczyła ciężkie walki z przeważającymi siłami niemieckimi. W zaciętych walkach nad Bzurą, przebijając się do Warszawy, saperzy kpt. Jarosińskiego stawiali zacięty opór wojskom niemieckim. Mieczysław Jarosiński został ciężko ranny, podobnie jak wielu jego żołnierzy, pod miejscowością Śladów w gminie Tułowice. Służby sanitarne WP zajęły się rannymi, urządzając izby chorych w mieszkaniach i chałupach wiejskich.

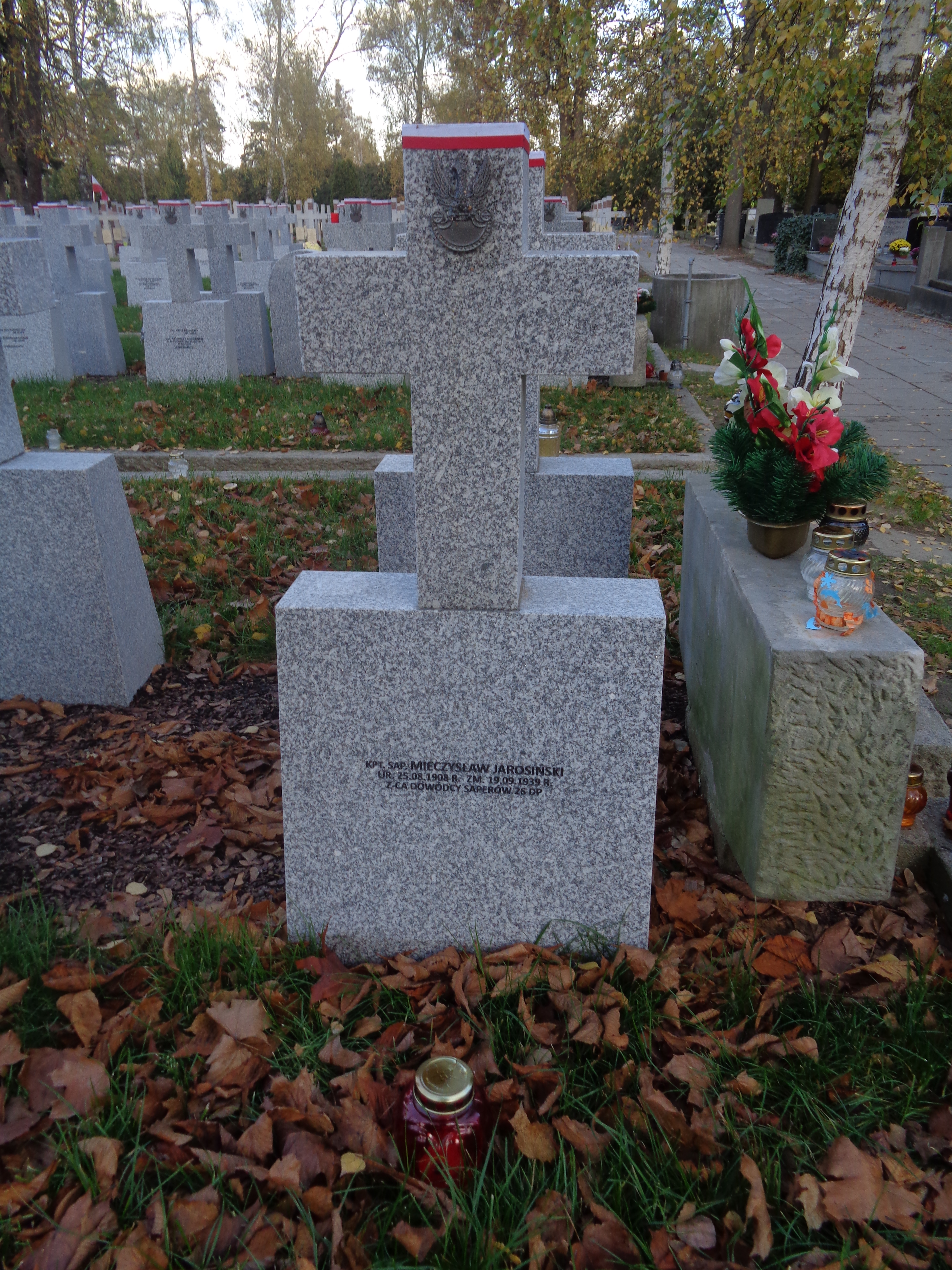
Grób Mieczysława Jarosińskiego na Cmentarzu Wojskowym na Powązkach

Po zajęciu Śladowa przez jednostki Wehrmachtu 18 września 1939 r. w akcie zemsty Niemcy wymordowali rannych żołnierzy WP i mieszkańców tej miejscowości (łącznie 298 osób, w tym ok. 150 żołnierzy). Wśród rozstrzelanych był kpt. Mieczysław Jarosiński.
Ciała pomordowanych okoliczna ludność pochowała na cmentarzu w Tułowicach, przy czym żołnierzy pochowano w oddzielnej kwaterze. W dniach 13–15 lutego 1951 r. prochy kpt. Mieczysława Jarosińskiego zostały ekshumowane i przeniesione na Cmentarz Wojskowy na Powązkach. Spoczęły w kwaterze B10, rząd 8, nr 1.

## Życie prywatne
Był synem działacza społecznego Edwarda Jarosińskiego (1870–1931) i Marcjanny z Rybickich. 20 maja 1934 r. w kościele parafialnym wojskowym pw. Królowej Polski w Warszawie zawarł związek małżeński z Alicją Zając. Miał z nią dwie córki – Elżbietę i Hannę.  

## Upamiętnienie
W 2013 r. były burmistrz i wieloletni prezes Towarzystwa Miłośników Historii i Kultury Łaskarzewa, Waldemar Trzaskowski na łamach portalu „Nasze Sprawy” zwrócił się z apelem do Rady Miasta Łaskarzewa i Zarządu Łaskarzewskiego Klubu Sportowego o nadanie stadionowi lub całemu kompleksowi sportowemu imienia „Kpt. Mieczysława Jarosińskiego”. 18 sierpnia 2018 r. odbyła się uroczystość nadania imienia kpt. Mieczysława Jarosińskiego Hali Sportowej w Łaskarzewie przy ul. Kusocińskiego 10. Decyzję o wyborze patrona dla tego obiektu sportowego podjęła Rada Miasta w Łaskarzewie z inicjatywy radnego Leszka Bożka. Tablicę pamiątkową odsłoniętą z tej okazji ufundował Michał Pałyska, przewodniczący Rady Miasta Łaskarzewa.   